# William Upham
William Upham (Leicester, 1792. augusztus 5. – Washington, 1853. január 14.) az Amerikai Egyesült Államok szenátora (Vermont, 1843–1853).